# Benz Bz.IV
Il Benz Bz.IV era un motore aeronautico a 6 cilindri in linea raffreddato ad acqua prodotto dall'azienda tedesco imperiale Benz Flugmotoren, divisione aeronautica della Benz & Cie., negli anni dieci del XX secolo e destinato ad equipaggiare velivoli da combattimento.

## Storia del progetto
Nel 1914, le esigenze belliche dovute allo scoppio della prima guerra mondiale crearono l'esigenza di sviluppare nuovi motori aeronautici per equipaggiare i velivoli da combattimento che sarebbero stati impiegati nel conflitto. L'Idflieg emise in tal senso una categorizzazione che assegnava la designazione in numeri romani in base alla fascia di potenza e richiedendo alle aziende meccaniche di fornire nuovi modelli che sarebbero poi stati impiegati nelle varie classi di velivoli. Il Gruppe IV era quello assegnato ai motori nella fascia di potenza tra i 200 ed i 299 cavalli vapore (PS).
Nel 1917 la Benz, per rispondere a quelle specifiche, sviluppò un nuovo motore basandosi sul precedente Bz.III. La maggior potenza era stata ottenuta modificando il valore di alesaggio, portato da 140 mm a 145 mm, e che innalzava la cilindrata complessiva a 18,83 L. Il modello, identificato dalle convenzioni di designazione Idflieg Bz.IV, era in grado di sviluppare una potenza tra i 200 PS (147 kW) ed i 230 PS (169 kW).
L'unità venne ampiamente utilizzata principalmente su velivoli C-Typ, ricognitori biposto armati, nelle ultime fasi del conflitto.

## Velivoli utilizzatori
Germania
- AEG C.VI
- AEG J.I
- AGO C.II
- AGO C.IV
- Albatros C.VII
- Albatros J.I
- Aviatik C.II
- DFW C.V
- Friedrichshafen FF 49
- Gotha WD 14
- Halberstadt C.V
- Hansa-Brandenburg W.11
- Junkers J.I
- LVG C.VI
- Pfalz D.XII
- Rumpler C.III
- Siemens-Schuckert R.I
- Zeppelin-Staaken R.VI
- bombardieri R-Typ

 Lituania
- Dobi-II

## Automobili
Regno Unito
- Chitty 2 autovettura da competizione